# Amazonas (corveta)
Amazonas foi uma corveta operada pela Armada Imperial Brasileira de 1829 a 1843. Esta corveta foi originalmente aparelhada como um patacho, uma pequena embarcação de dois mastros, e era classificada como uma charrua. Foi lançada ao mar em 1828 e incorporada a armada um ano depois. Ostentou primeiramente o nome de Trinta de Agosto, única embarcação brasileira a usá-lo.
A Corveta possuía 102 pés de comprimento, 28 pés de boca e 18 pés de pontal. Ela estava equipada com duas colubrinas de calibre 12 e 16 caronadas de calibre 24. Durante tempos de guerra, sua tripulação consistia de 155 praças, enquanto em tempos de paz, o número diminuía para 130. Sua propulsão eram velas armadas em corveta. Ao longo de sua história, a corveta passou por inúmeros reparos e modificações. Entre fevereiro e março de 1829, sofreu seus primeiros reparos, e posteriormente, passou por reformas adicionais em 1831, 1835 e 1836. Após uma série de obras, a embarcação voltou ao serviço em 1837 sob o nome Amazonas em homenagem ao estado e rio de mesmo nome. Neste ponto, o Capitão-Tenente João Nepomuceno de Menezes, conhecido como "Copo Grande," assumiu o comando.
A corveta Amazonas teve um papel ativo durante um período de agitação conhecido como a Revolta dos Cabanos, no Pará, onde realizou diversas missões. Ela desempenhou um papel vital no transporte de oficiais e suprimentos. O Capitão de Fragata David Petra de Barros comandou a corveta por um tempo antes de ser sucedido pelo Capitão-Tenente Francisco José de Melo. Em 1843, a corveta Trinta de Agosto, agora sob o nome Amazonas, chegou ao Rio de Janeiro, onde foi desarmada em 4 dezembro daquele ano. Mais tarde, em 1845, a embarcação encontrou seu destino como um armazém naval no Porto do Rio e, finalmente, foi desmontada.